# Jimmy Bain
James Stewart "Jimmy" Bain (Newtonmore, 19 december 1947 – Miami, 24 januari 2016) was een Schots bassist.

## Carrière
Bain werd in 1975 lid van Rainbow. Bij deze band zou hij spelen tot 1977. Toen werd hij gitarist van John Cale. In 1978 vormde Bain de band Wild Horses met onder meer de ex-gitarist van Thin Lizzy. Deze band zou tot 1981 bestaan. In 1983 werd hij lid van Dio, de band rond Ronnie James Dio. Na het ophouden van de Dio in 2010 speelde hij nog in een groep die zich Hollywood Allstarz liet noemen, met musici van andere voormalige rockbands zoals Quiet Riot. In 1990 speelde hij op de debuutplaat van World War Three.
Bain overleed in 2016 terwijl hij op cruise was. Zijn band, Last in Line, speelde in het voorprogramma van Def Leppard.
- Bibsys: 14043029
- Biblioteca Nacional de España: XX1040522
- Bibliothèque nationale de France: cb14152157n (data)
- Gemeinsame Normdatei: 134319885
- International Standard Name Identifier: 0000 0001 3155 4565
- MusicBrainz: 20aa5449-0dd8-43d7-b7c1-86de3a9864d4
- Nationale Bibliotheek van Tsjechië: xx0146514
- Istituto Centrale per il Catalogo Unico: DDSV120315
- Virtual International Authority File: 232070743
- WorldCat: E39PBJbM64PvfmTkKrgMg9Tfv3